# Henri Duez
Henri Duez (La Comté, 18 de diciembre de 1937 – 6 de marzo de 2025) fue un ciclista francés que fue profesional entre 1960 y 1967, siempre bajo las órdenes del equipo Peugeot. Durante su carrera consiguió 4 victorias, entre ellas la Volta a Cataluña de 1961.

## Palmarés
1959
- Ruta de Francia

1961
- Volta a Cataluña , más 1 etapa

1962
- 1 etapa del Critèrium del Dauphiné Libéré

1965
- Lubersac

### Resultados en el Tour de Francia
- 1961. Abandona (2ª etapa)
- 1962. Abandona (5ª etapa)
- 1963. 26º de la clasificación general
- 1964. 18º de la clasificación general
- 1965. 14º de la clasificación general
- 1966. 51.º de la clasificación general